# San Luca pittura la Crocifissione
San Luca pittura la Crocifissione,  Crocifisso con san Luca o Cristo crocifisso con pittore è un dipinto del pittore spagnolo Francisco de Zurbarán realizzato circa nel 1650 e conservato al Museo del Prado a Madrid in Spagna. È dipinto ad olio su tela e misura 105 cm di altezza per 84 cm di larghezza. Probabilmente il modello per l'evangelista è il pittore stesso.

## Descrizione
Cristo crocifisso con San Luca  è stata una delle immagini più interessanti di Zurbarán e sembra che il pittore stesso sia autoritratto nel santo. Sebbene  San Luca evangelista esercitò la professione di medico in Siria, i pittori lo considerano anche suo protettore poiché la tradizione gli attribuisce il ritratto della Vergine Maria. 
Pertanto Zurbarán ha scelto la sua effigie per rappresentare il suo santo patrono con la tavolozza in mano e lo sguardo verso Dio.  Accanto a lui c'è il Crocifisso che rompe con le regole iconografiche emesse dal Pacheco e fedelmente seguite nel Cristo di Velázquez e di Zurbarán. Si pone anche i quattro chiodi ma non appare il ceppo del crucifisso, dando così alla figura un maggiore scorcio e movimento.
L'artista prosegue con le norme del naturalismo tenebrista e usa immagini molto realistiche fino al punto di collocarsi come San Luca. Sebbene ci sia una certa idealizzazione nella figura di Cristo, è sorprendente come le costole e la gabbia toracica siano segnate per garantire maggiore veridicità alla scena. La forte luce proveniente da sinistra crea forti contrasti tra aree di luce e ombra, come piaceva anche al Caravaggio. 